# Suka Maju (Medan Johor)
Suka Maju is een bestuurslaag in het regentschap Medan van de provincie Noord-Sumatra, Indonesië. Suka Maju telt 9604 inwoners (volkstelling 2010).